# منیکا پولسکا
منیکا پولسکا (لهستانی: Mennica Polska) شرکت فلزات لهستانی است، که در سال ۱۷۶۶ تأسیس شد.